# Rocca di Novellara
La rocca di Novellara è un edificio storico situato nell'omonimo comune, in provincia di Reggio Emilia.

## Storia e descrizione

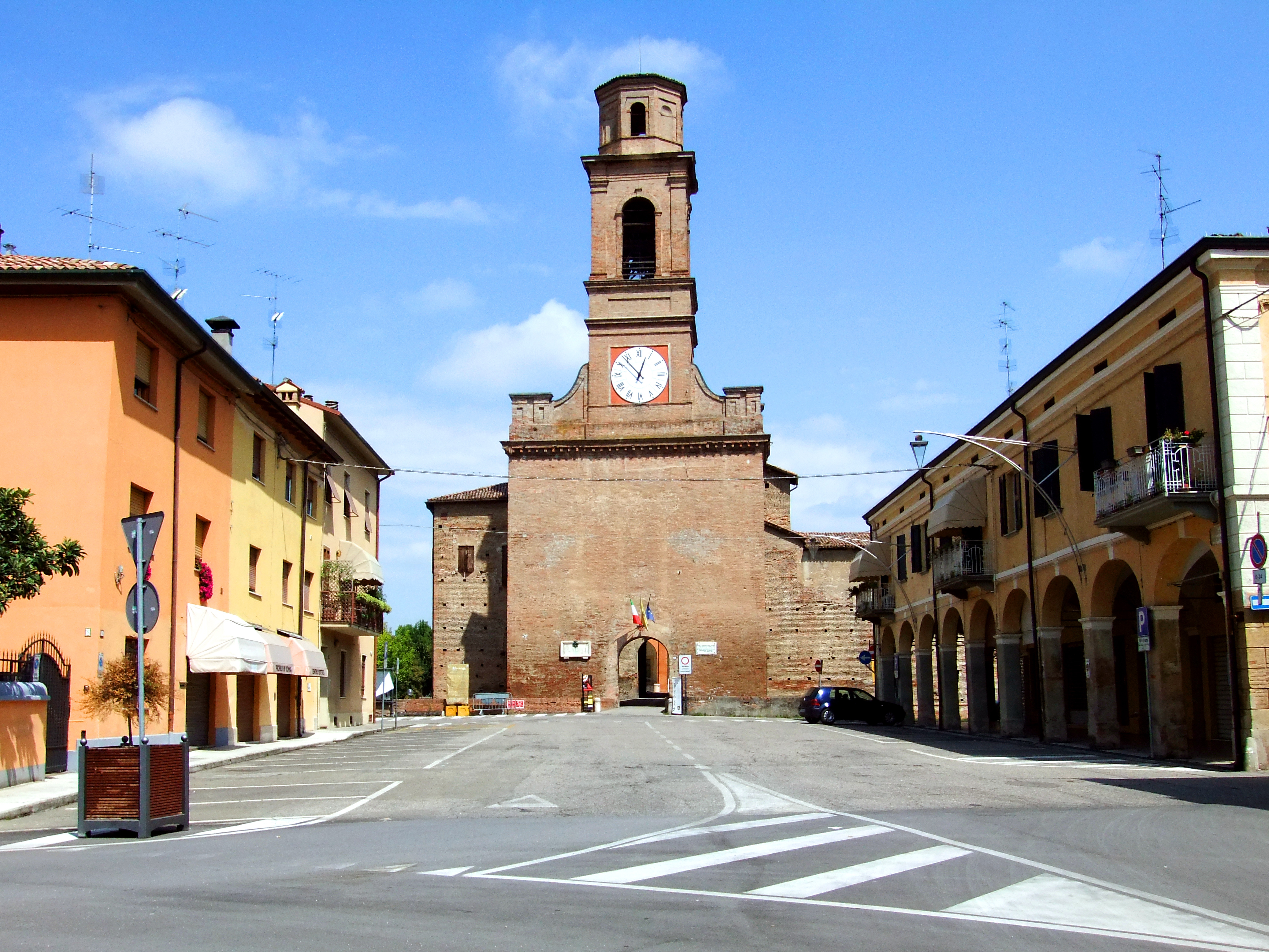
La rocca di Novellara

Il primo edificio difensivo attestato a Novellara fu una torre costruita ad opera di Gherardaccio Malapresa, un signore longobardo.
Il 17 maggio 1371, Feltrino Gonzaga, capo della lega anti-viscontea, dopo essere stato sconfitto, fu costretto a vendere Reggio ed il contado circostante a Bernabò Visconti per 50.000 fiorini d'oro. I Gonzaga, ormai sul lastrico, si rifugiarono in un piccolo feudo, posto a cavallo tra Reggio e la signoria di Mantova, che si erano riservati per sé. Tuttavia Feltrino non si recò mai nel suo nuovo, piccolo dominio e qualche anno dopo, nel 1374, morì in condizioni di miseria estrema a Padova. Gli succedette il figlio Guido, il quale procedette subito all'edificazione della rocca, dotandola di mura con quattro torrioni agli angoli e di due ponti levatoi. A protezione dell'entrata, venne costruito il rivellino.
Agli inizi del Cinquecento, la struttura venne potenziata e Costanza da Correggio, vedova di Alessandro I Gonzaga, primo conte di Novellara, provvide ad innalzare di un piano la rocca, trasformandola nel contempo a castello signorile. Alfonso I Gonzaga, quanto conte, chiamò a corte il pittore Lelio Orsi, che impreziosì le stanze con dipinti e soffitti a cassettoni.
Alla fine del Seicento, venne innalzata la torre principale, detta "del Campanone", dotandola di campane e di orologio. Con la morte di Filippo Alfonso Gonzaga nel 1728, ultimo erede della famiglia, la Contea di Novellara e con essa la rocca passarono a Rinaldo d'Este.
Oggi è sede del municipio e ospita il Museo Gonzaga, il Museo della Civiltà Contadina e il teatro, costruito a metà Ottocento.